# Vic-sur-Aisne

Vic-sur-Aisne este o comună în departamentul Ain, Franța. În 1 ianuarie 2022 avea o populație de 1.610 de locuitori.